# Bootswesen (DLRG)
Die Deutsche Lebens-Rettungs-Gesellschaft e. V. (DLRG) bildet interessierte Mitglieder zu qualifiziertem Fachpersonal in vielen Bereichen aus. Das Bootswesen ist vor allem für den Wasserrettungsdienst und den Katastrophenschutz von Bedeutung.
Die Ausbildung im Bootswesen ist ein sehr umfangreicher Bereich, der alle Aspekte des Bootseinsatzes in der DLRG abdeckt. Die Ausbildung erfolgt in Theorie und Praxis und sieht je nach Interessengebiet verschiedene Spezialisierungen vor.
Die Ausbildung beginnt schon mit der Fachausbildung Wasserrettungsdienst. Hier werden zum Beispiel in den Ausbildungsmodulen „Revierkunde“ genaue Kenntnisse des Einsatzreviers vermittelt – besondere Gefahrenbereiche, Uferbeschaffenheit, Strömungsverhältnisse bei unterschiedlichen Wasserständen, Landungsmöglichkeiten etc. Im Modul „Seemannschaft“ wird vor allem der Bootseinsatz thematisiert und Kenntnisse über den grundsätzlichen Umgang mit dem Boot vermittelt, unter anderem das „Aufklaren“ der Boote für den Einsatzbereich, die Verwendung der seemännischen Knoten und auch die Pflege der Wasserfahrzeuge.

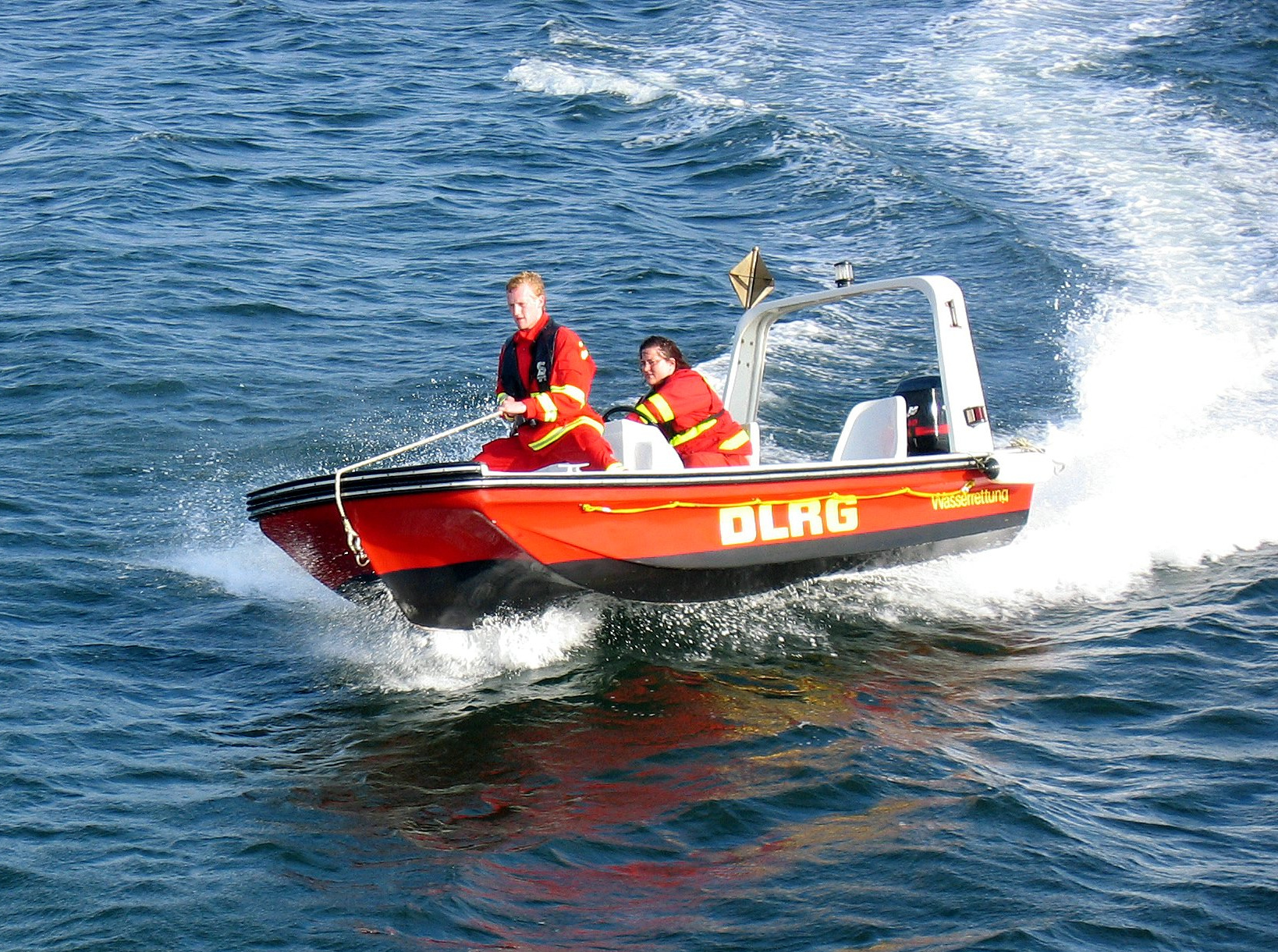
Motorrettungsboot der DLRG

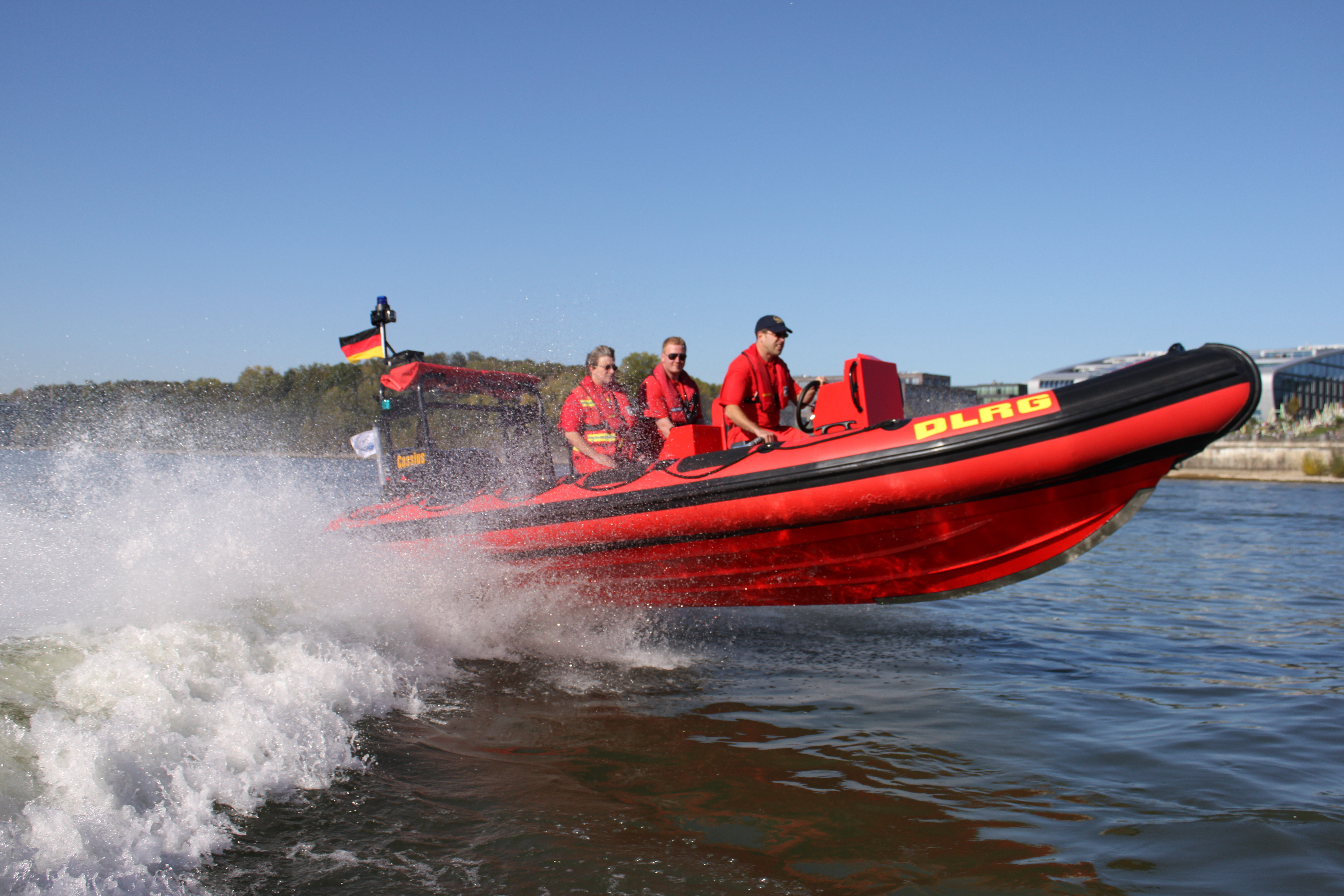
Motorrettungsboot der DLRG auf dem Rhein im Einsatz

Nach diesen ersten Schritten in der Ausbildung im Bootswesen kann mit 18 Jahren und abgeschlossener Fachausbildung Wasserrettungsdienst die Ausbildung zum Bootsführer beginnen. In der Regel sind zu diesem Zeitpunkt schon die ersten Fahrstunden absolviert, sodass der Bootsführeranwärter auf die Zusatzausbildung für die Übernahme der Verantwortung auf einem Motorrettungsboot vorbereitet werden kann. Die DLRG bildet ihre Bootsführer in eigenen Kursen aus. Angeboten werden zwei Führerscheine, welche den Bootsführer für unterschiedliche Einsatzgebiete qualifizieren: Der Bootsführerschein A für Binnengewässer und der Bootsführerschein B für Seeschifffahrtsstraßen. Ein Bootsführerschein der DLRG berechtigt nur zum Führen eines DLRG-Motorrettungsbootes, Sportboote schließt er nicht mit ein. Allerdings kann der Führerschein A aufgrund der umfangreichen und amtlich anerkannten Ausbildung auf den entsprechenden Sportbootführerschein umgeschrieben werden. Gleiches gilt seit März 2015 für den Bereich B (Seeschifffahrtsstraßen).
Eine Mannschaft auf einem Motorrettungsboot besteht aus mindestens einem Bootsführer und einem Rettungsschwimmer, deren Hauptaufgaben im Einsatzfall die Absicherung von Veranstaltungen, die technische Hilfeleistung und die Rettung von Personen vor dem Ertrinken sind.
Auch können Bootsbesatzungen bei der Bergung von Sachgütern oder ertrunkenen Menschen angefordert werden. Zunehmend spielen Hilfeleistungen bei Hochwasser eine Rolle, was besondere Bootsformen verlangt. Dabei ist eine enge Zusammenarbeit mit Rettungs- oder Bergungstauchern, Feuerwehr oder Polizeikräften keine Seltenheit.
Die Zusammenarbeit an Bord spielt eine große Rolle: Erst wenn an Bord alles reibungslos funktioniert – Rüsten des Bootes, Ablegen, Einsatzvorbereitung während der Fahrt zum Unfallort, Zusammenarbeit bei der Hilfeleistung, Aufräumen nach dem Einsatz – und wenn alle wieder gesund vom Einsatz zurückgekehrt sind, hat die Seemannschaft gut funktioniert.
Ein erfahrener Bootsführer kann mit einer Zusatzausbildung auch im Wasserrettungszug des Katastrophenschutzes mitwirken. Evakuierung von Überschwemmungsgebieten und Versorgung der Menschen gehören dann mit zu seinen Kernaufgaben. Dabei sind oftmals besondere Gefahren wie starke Strömungen, Unterwasserhindernisse oder gefährliches Treibgut richtig einzuschätzen. 
Langjährige und erfahrene Bootsführer können sich zum Ausbilder und Prüfer im Bootswesen der DLRG qualifizieren und anschließend in der Ausbildung tätig werden. Sie sind berechtigt, den Umgang mit dem Boot und dazugehörigem Material zu lehren und abschließend zu prüfen.